# Erzeparchie Kiew
Die Erzeparchie Kiew (lat.: Archieparchia Kioviensis) ist eine in der Ukraine gelegene Erzeparchie der ukrainischen griechisch-katholischen Kirche mit Sitz in Kiew.

## Geschichte
Die Erzeparchie Kiew wurde am 25. November 1995 durch Papst Johannes Paul II. aus Gebietsabtretungen der Erzeparchie Lemberg als Erzbischöfliches Exarchat Kiew-Wyschhorod errichtet. Am 11. Januar 2002 gab das Erzbischöfliche Exarchat Kiew-Wyschhorod Teile seines Territoriums zur Gründung des Erzbischöflichen Exarchats Donezk-Charkiw ab. Eine weitere Gebietsabtretung erfolgte am 28. Juli 2003 zur Gründung des Erzbischöflichen Exarchats Odessa-Krim. Das Erzbischöfliche Exarchat Kiew-Wyschhorod wurde am 6. Dezember 2004 zur Erzeparchie erhoben und in Erzeparchie Kiew umbenannt.
Die Erzeparchie Kiew ist die Eigeneparchie des Großerzbischofs von Kiew-Halytsch.
Die Erzeparchie Kiew umfasst die Oblaste Kiew, Schytomyr, Tscherkassy, Tschernihiw und Winnyzja. Das Gebiet ist in der Karte violett dargestellt.

## Ordinarien

### Erzbischöfliche Exarchen von Kiew-Wyschhorod
- Ljubomyr Husar MSU, 1995–1996, dann Weihbischof in Lemberg
- Mychajlo Koltun CSsR, 1996–1997
- Wassylij Medwit OSBM, 1997–2004, dann Kurienbischof im Großerzbistum Kiew-Halytsch

### Erzbischöfe von Kiew
- Ljubomyr Kardinal Husar MSU, 2004–2011
- Swjatoslaw Schewtschuk, seit 2011

## Statistik
| Jahr | Bevölkerung | Bevölkerung | Bevölkerung | Priester     | Priester         | Priester       | Priester               | Ständige Diakone | Ordensleute  | Ordensleute      | Pfarreien |
| ---- | ----------- | ----------- | ----------- | ------------ | ---------------- | -------------- | ---------------------- | ---------------- | ------------ | ---------------- | --------- |
| Jahr | Katholiken  | Einwohner   | %           | Gesamtanzahl | Diözesanpriester | Ordenspriester | Katholiken je Priester | Ständige Diakone | Ordensbrüder | Ordensschwestern |           |
| 2001 | 367.000     | ?           | ?           | 67           | 54               | 13             | 5.477                  | 4                | 13           | 19               | 127       |
| 2003 | 200.200     | ?           | ?           | 63           | 48               | 15             | 3.177                  | 3                | 15           | 16               | 48        |
| 2009 | 240.000     | ?           | ?           | 30           | 13               | 43             | 5.581                  | 7                | 18           | 13               | 51        |